# Stiphidion diminutum
Espèce
Stiphidion diminutum est une espèce d'araignées aranéomorphes de la famille des Stiphidiidae.

## Distribution
Cette espèce est endémique du Queensland en Australie. Elle se rencontre dans le parc national de Kroombit Tops et la forêt d'État de Bulburine.

## Description
La carapace de la femelle holotype mesure 1,8 mm de long sur 1,3 mm de large, son abdomen 2,5 mm de long. La carapace du mâle paratype mesure 1,6 mm de long sur 1,3 mm de large, son abdomen 1,8 mm de long.

## Publication originale
- Davies, 1988 : Three new species of the spider genus Stiphidion (Araneae: Amaurobioidea: Stiphidiidae) from Australia. Memoirs of the Queensland Museum, vol. 25, p. 265-271 (texte intégral).